# 瑪莉的電話
玛丽的电话（日语：／ Merīsan no denwa */?）是怪谈系都市传说的一种。

## 概要
少女在搬家的时候，扔下了一个已经旧了的外国人偶“玛丽”。

当夜，电话响了。

「我是玛丽。现在在垃圾场里……」

就算挂掉，电话又很快响起：

「我是玛丽。现在在烟店的拐角那里……」

终于，打来了这样的电话：

「我是玛丽。现在在你家的门口……」

少女不假思索地打开门，却没有人在。正当她以为是谁对自己恶作剧时，电话响了……

「我是玛丽。现在在你的背后。」